# Aorista alodia
Aorista alodia är en fjärilsart som beskrevs av Paul Dognin 1892. Aorista alodia ingår i släktet Aorista och familjen Uraniidae. Inga underarter finns listade i Catalogue of Life.